# Villiers-Charlemagne
Villiers-Charlemagne è un comune francese di 1 080 abitanti situato nel dipartimento della Mayenne nella regione dei Paesi della Loira.

## Società

### Evoluzione demografica
Abitanti censiti